# Куа-ла-Форе
Куа-ла-Форе (фр. Coye-la-Forêt) — коммуна на севере Франции, регион О-де-Франс, департамент Уаза, округ Санлис, кантон Шантийи. Расположена в 46 км к юго-востоку от Бове и в 35 км к северо-востоку от Парижа, в 7 км от автомагистрали А1 "Север", в центре лесного массива Шантийи. В 2 км к востоку от центра коммуны находится железнодорожная станция Орри-ла-Виль Куа-ле-Форе линии Париж-Лилль.
Население (2018) — 3 954 человека.

## История
Согласно археологическим находкам, поселения в этих местах существовали со времен неолита, но первое упоминание о Куа относится к 797 году - как подарка графа Тёдалдье аббатству Сен-Дени. С VIII по XII век Куа принадлежал королевскому замку Ламорле, при Людовике XIV его приобрел секретарь короля Туссен Роз (Toussaint Rose), получив таким образом титул маркиза Куа. После смерти Роза Куа выкупил Анри-Жюль де Бурбон, сеньор де Шантийи. Для того, чтобы отвлечь жителей поселка от браконьерства, он установил в подвале замка первые ткацкие станки, на которых к началу XIX века работало около 200 человек.
Девятнадцатый век стал «золотым веком» текстильной промышленности в Куа ― в общей сложности на ткацких производствах города работало до 300 человек. Первая мировая война положила конец промышленному производству в Куа: заводы были закрыты и после войны уже не возобновили свою деятельность.

## Достопримечательности
- Неоготическая церковь Нотр-Дам XIX века
- Шато Куа-ла-Форе в центре города
- Шато la Reine Blanche (Белой королевы) у впадения речки Тев в пруд Лож, самый большой из прудов Коммель
- Здание мэрии

## Экономика
Структура занятости населения:
- сельское хозяйство — 3,3 %
- промышленность — 13,9 %
- строительство — 8,3 %
- торговля, транспорт и сфера услуг — 45,2 %
- государственные и муниципальные службы — 29,4 %

Уровень безработицы (2017) — 9,1 % (Франция в целом — 13,4 %, департамент Уаза — 13,8 %). 

Среднегодовой доход на 1 человека, евро (2018) — 30 330 (Франция в целом — 21 730, департамент Уаза — 22 150).

## Демография
Динамика численности населения, чел.

## Администрация
Пост мэра Куа-ла-Форе с 2014 года занимает Франсуа Десей (François Deshayes). На муниципальных выборах 2020 года возглавляемый им правый список победил в 1-м туре, получив 70,74 % голосов.
| Период | Период | Фамилия            | Партия        | Примечания      |
| ------ | ------ | ------------------ | ------------- | --------------- |
| 1978   | 1982   | Анри Мас           |               |                 |
| 1982   | 1989   | Жан-Франсуа Гайуше |               |                 |
| 1989   | 1995   | Жильбер Балейн     | Разные правые |                 |
| 1995   | 2001   | Ги Лафарж          | Разные правые |                 |
| 2001   | 2014   | Филипп Вернье      | Разные правые |                 |
| 2014   |        | Франсуа Десей      | Разные правые | предприниматель |

## Галерея

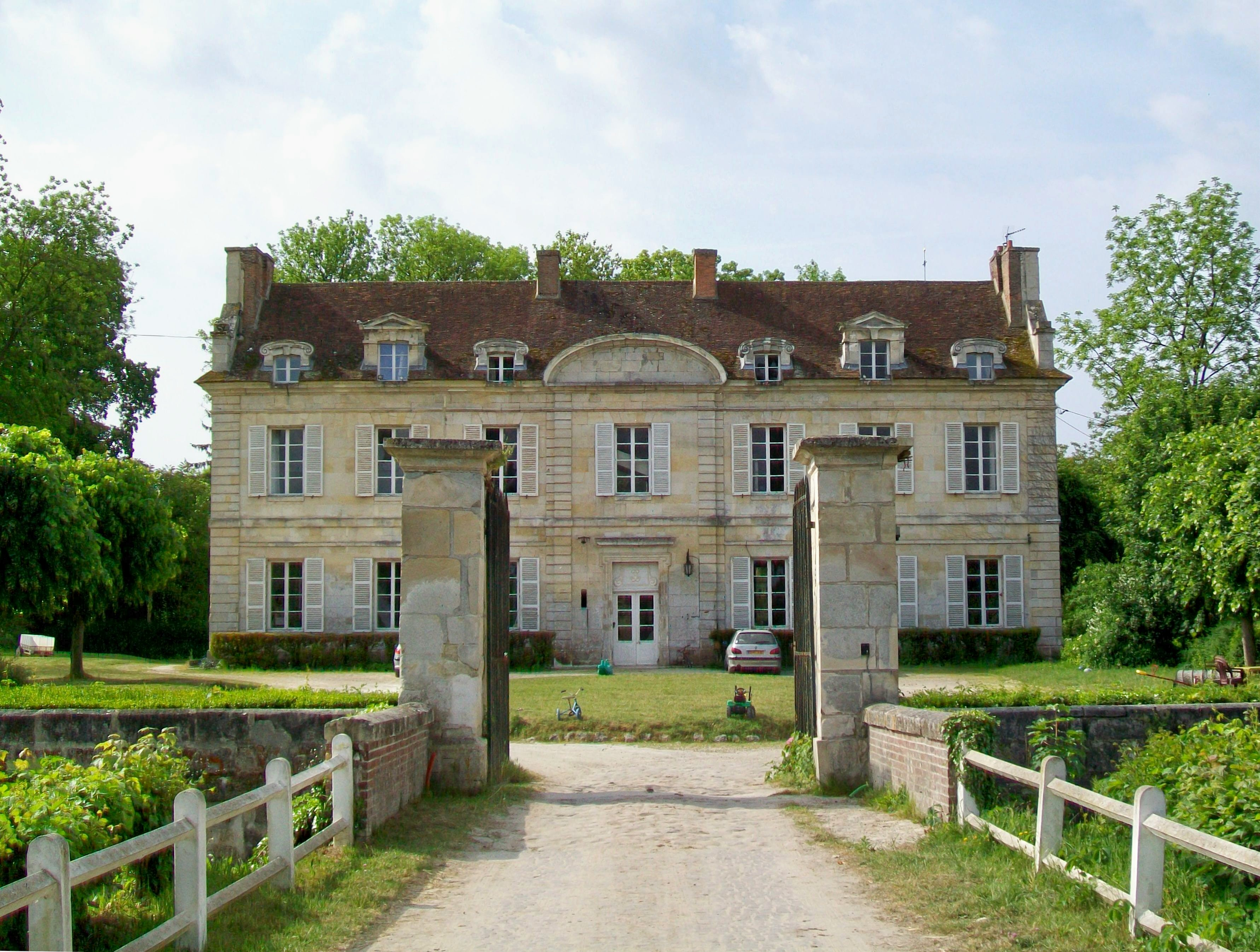
Замок Куа-ла-Форе
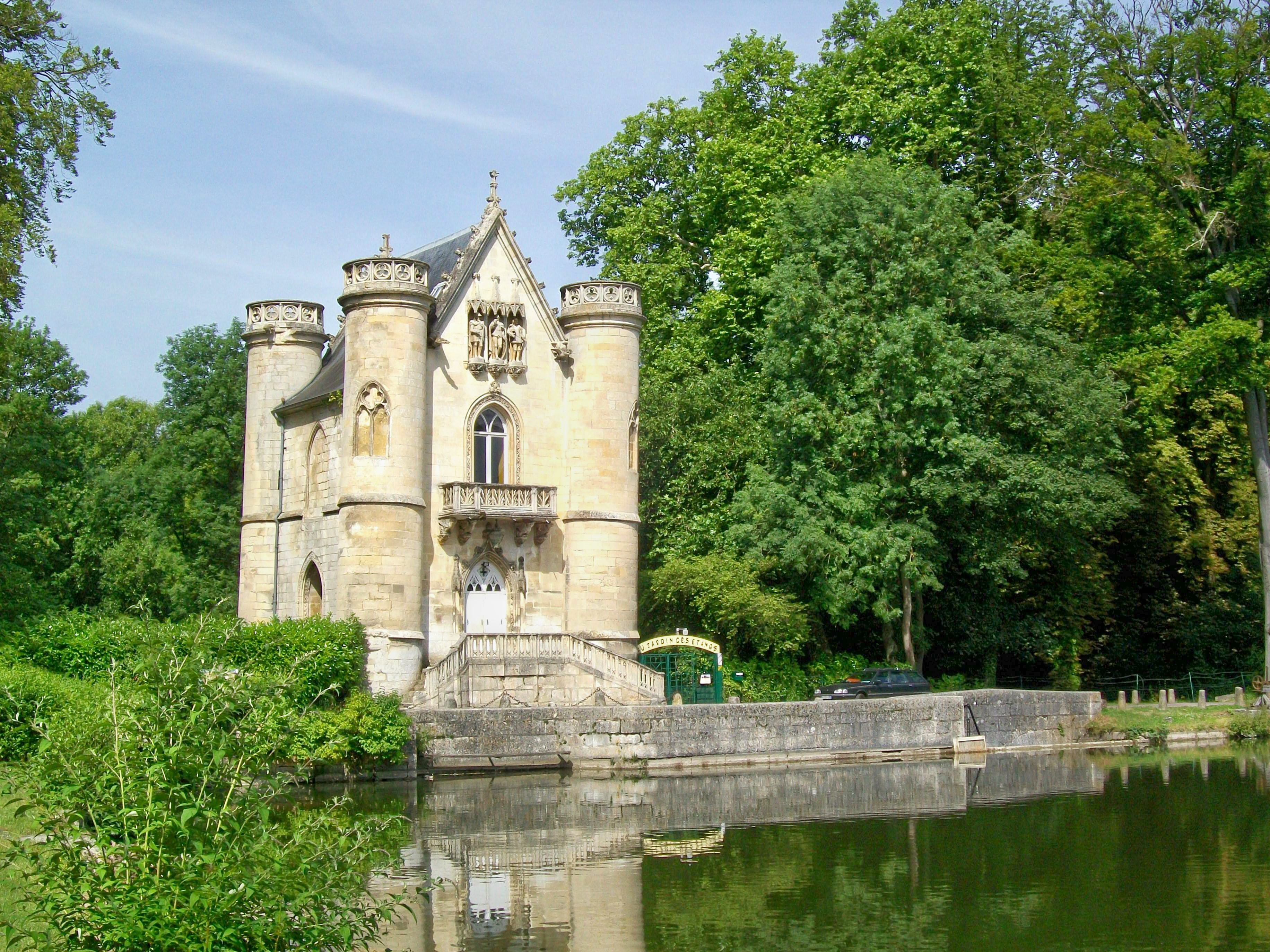
Замок ла Рен-Бланш
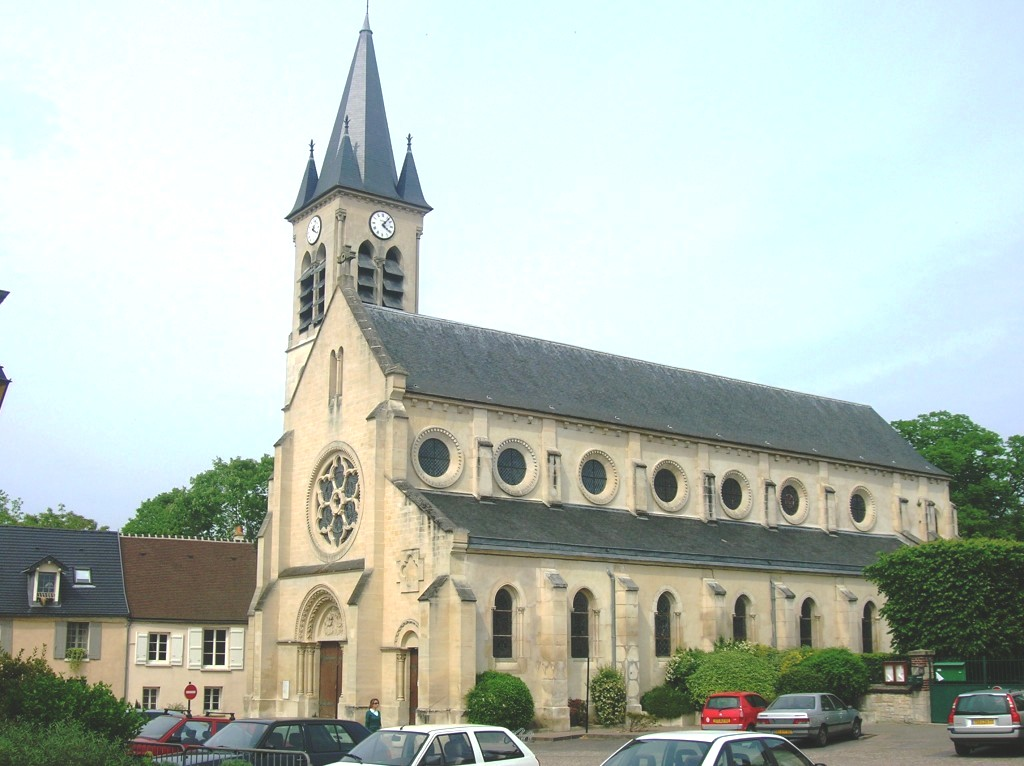
Церковь Нотр-Дам
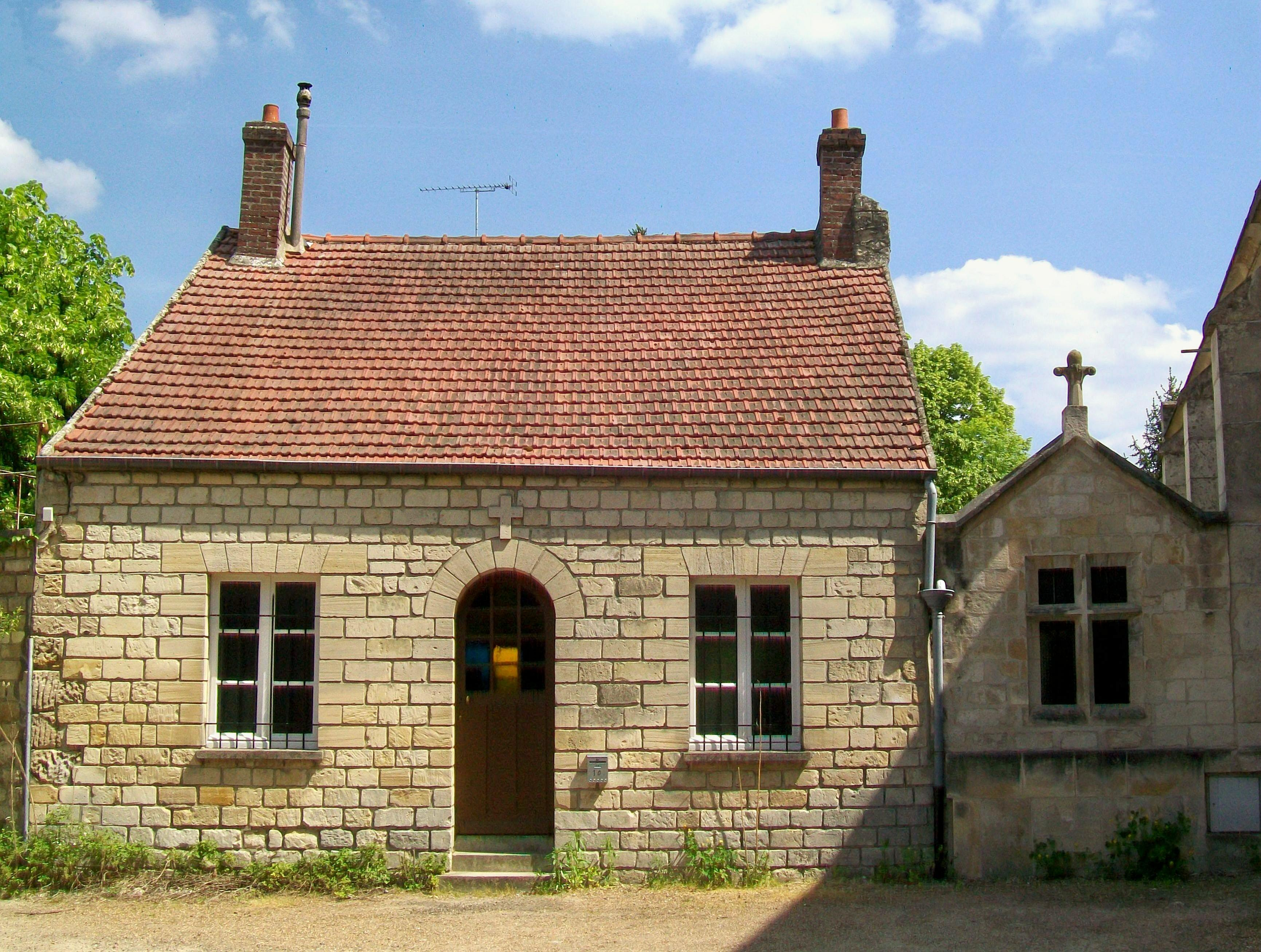
Ризница при церкви
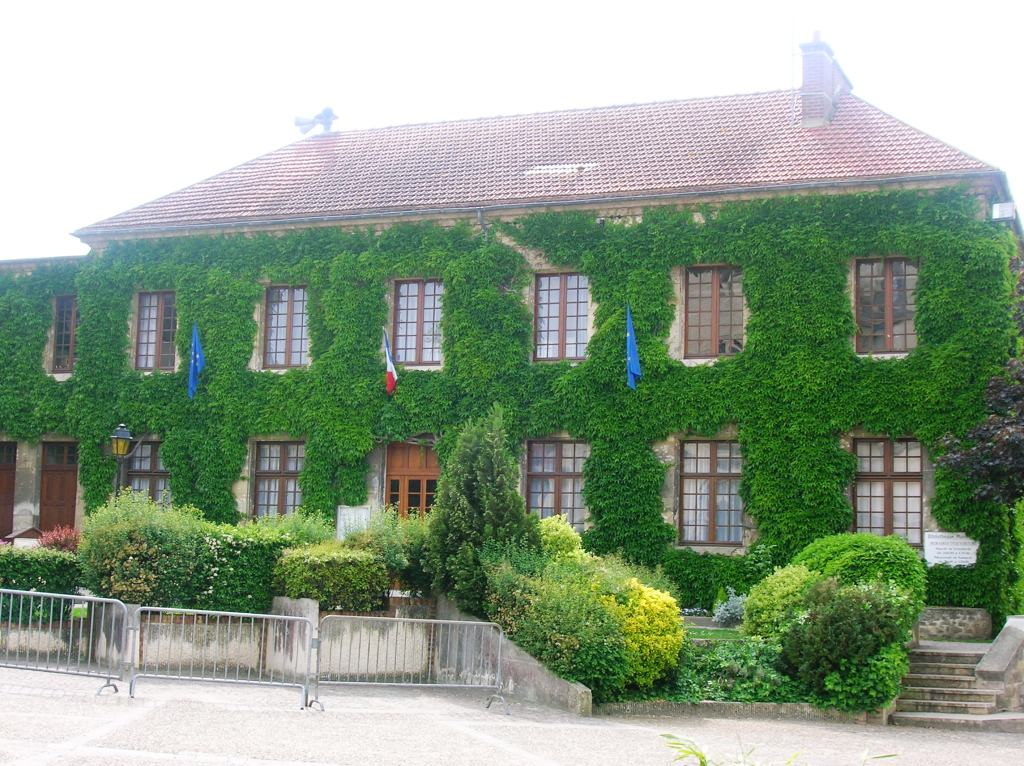
Здание мэрии
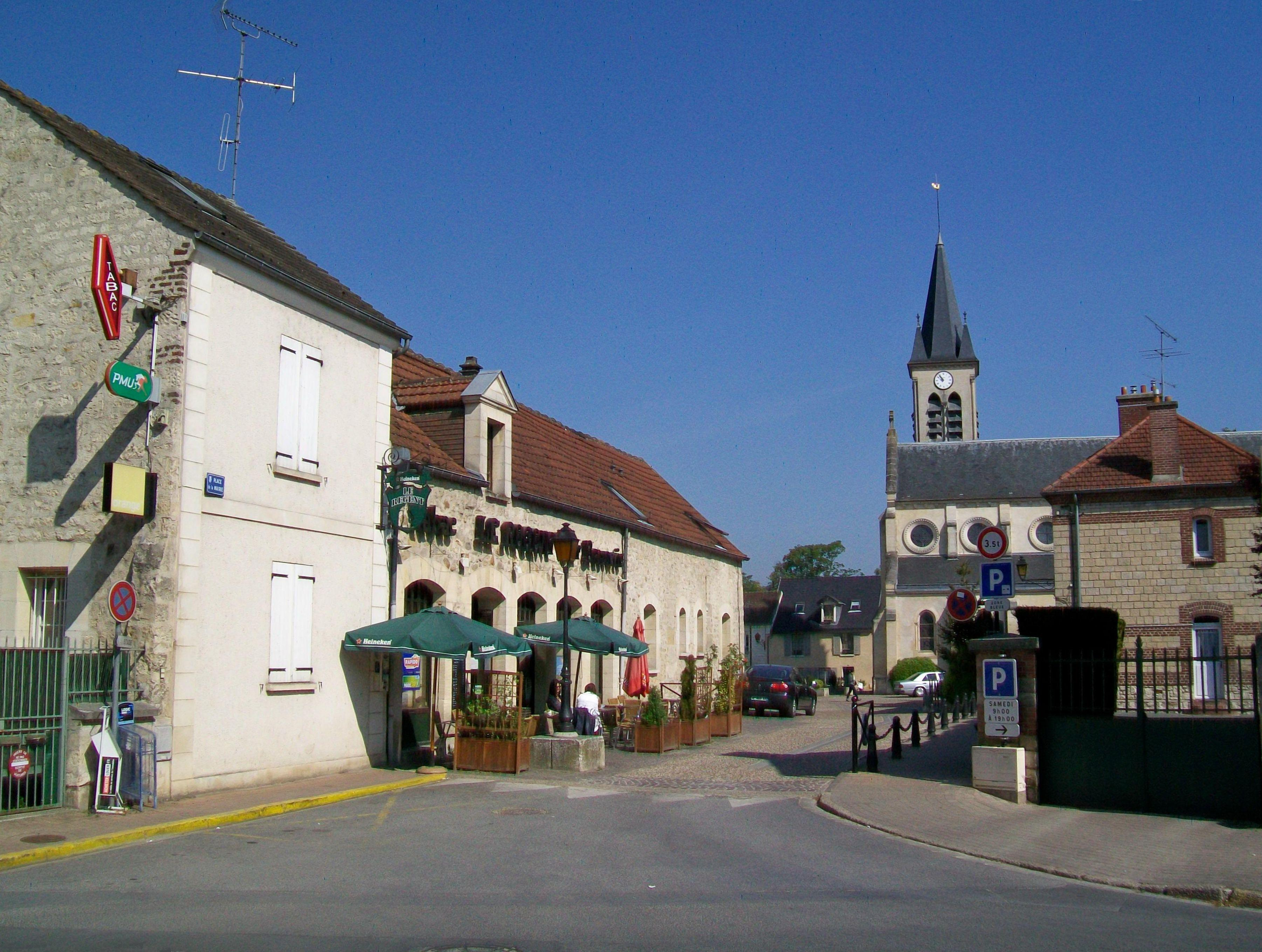
Главная площадь
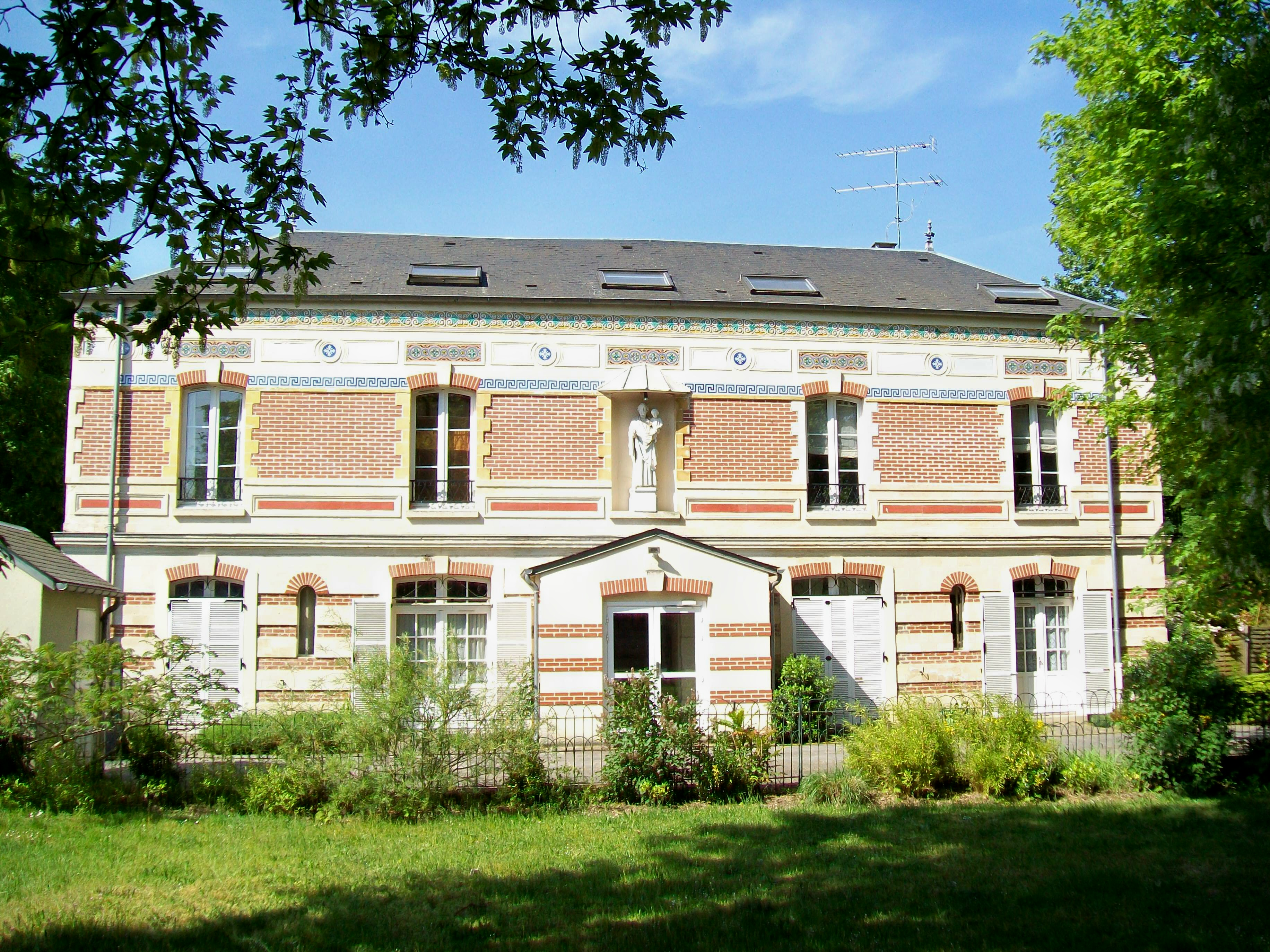
Вилла XIX века
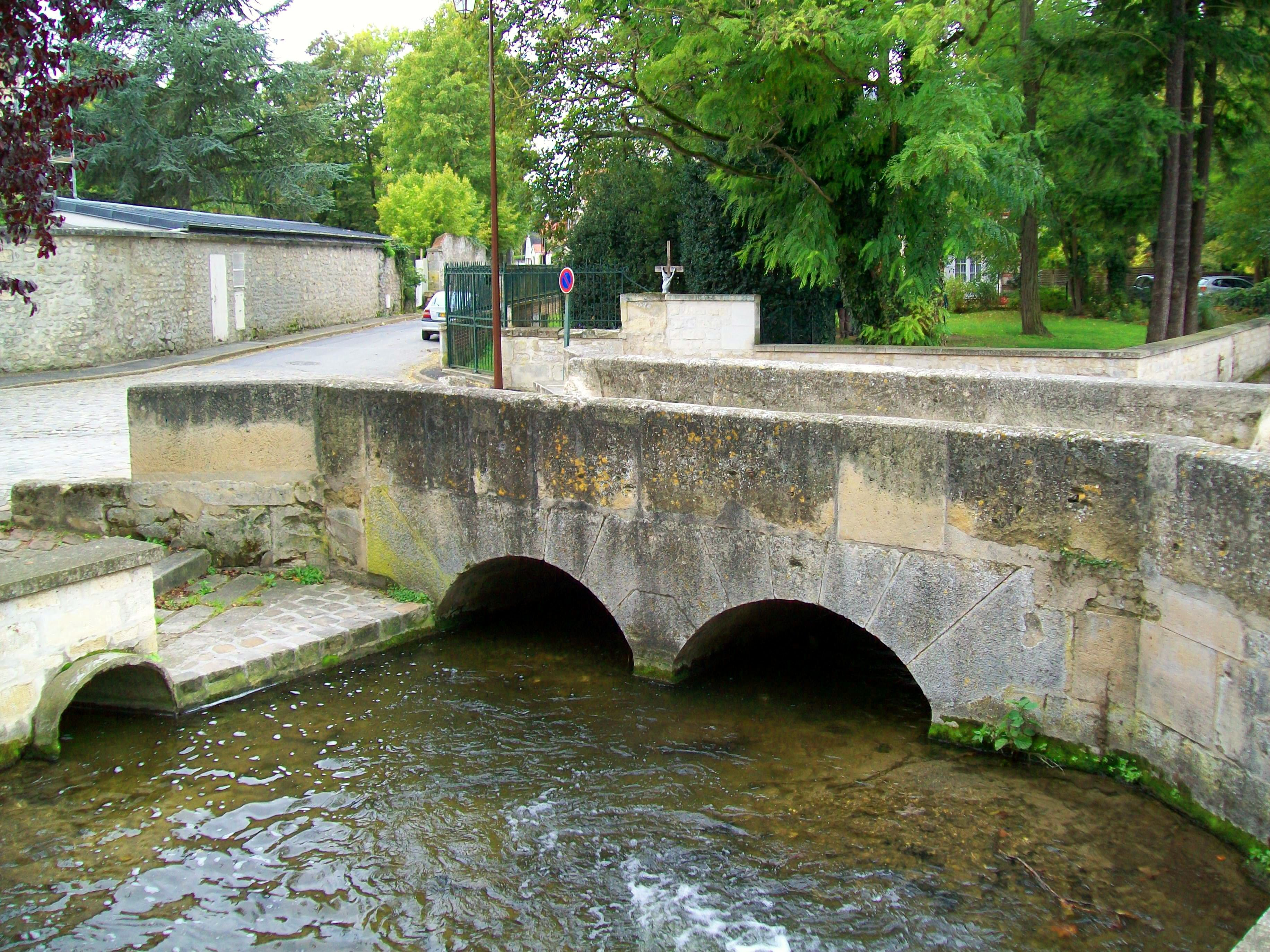
«Маленький мост» через реку Тев

1. 1 2  база данных о французских коммунах — Национальный географический институт Франции, 2015.